# Zafra - Río Bodión
Zafra - Río Bodión és una comarca d'Extremadura a la província de Badajoz. El cap comarcal és Zafra. Inclou els municipis d'Alconera, Atalaya, Burguillos del Cerro, Calzadilla de los Barros, Feria, Fuente del Maestre, La Lapa, La Morera, La Parra, Los Santos de Maimona, Medina de las Torres, Puebla de Sancho Pérez, Valencia del Ventoso, Valverde de Burguillos i Zafra.